# Problema círculo-quadrado de Tarski
O problema círculo-quadrado de Tarski é um desafio, formulado por Alfred Tarski em 1925, consistindo de um disco plano, o qual deve ser cortado em diversas peças que, quando devidamente reencaixadas, formam um quadrado de área igual ao disco. O desafio foi provado ser possível de resolver por Miklós Laczkovich em 1990. A decomposição utiliza massivamente o axioma da escolha, sendo portanto não-construtiva. A construção de Laczkovich resulta em aproximadamente 1050 peças diferentes.
Particularmente, é impossível dissecar um círculo e formar um quadrado usando partes que podem ser cortadas com tesouras (isto é, tendo contornos com curvas de Jordan). As peças usadas na prova de Laczkovich são subconjuntos não-mensuráveis.
Laczkovich de fato provou que a remontagem pode ser feita usando somente translações; rotações não são necessárias. Assim, ele também provou que qualquer polígono simples no plano pode ser decomposto em diversas peças finitas e remontado usando apenas translações para formar um quadrado de igual área. O teorema de Bolyai–Gerwien é relacionado com o problema mas de resultado bem mais simples: estabelece que pode-se obter a decomposição de um polígono simples com finitas peças poligonais, se translações e rotações são permitidas.
Segue de um resultado de Wilson (2005) que é possível escolher as peças de tal forma que elas podem ser movidas continuamente enquanto permanecendo disjuntos para formas o quadrado. Contudo, é possível provar que tal possibilidade pode ser enfraquecida pela utilização de somente translações.